# ابن إمام الكاملية
ابن إِمَام الكامِليَّة (808هـ - 874هـ = 1406م - 1470م)  كمال الدين أبي عبد الله محمد بن محمد بن عبد الرحمن بن علي الشافعي المصري القاهري المعروف بـ (ابن إمام الكاملية) هو عالم نحوي ومفسر ومحدث وفقيه أصولي شافعي المذهب أشعري المعتقد، كان يلي إمامة المدرسة الكاملية كأبيه. وهو قاهري المولد والنشأة، ولد بالقاهرة في 18 شوال، ونشأ بها، وقرأ القرآن والتفسير والفقه وأصوله والنحو والفرائض والحساب على جماعة من فضلاء عصره. وأقرأ الطلبة في حياة كثير من شيوخه، وسافر إلى الحجاز، فأدركه الأجل في 15 شوال عند رأس ثغرة حامد، ودفن هناك.

## نسبه ولقبه وكنيته
اتفق كل من ترجموا لابن إمام الكاملية على أن اسمه: محمد بن محمد بن عبد الرحمن بن علي بن يوسف بن منصور. ولقبه: كمال الدين، وقيل: الكمال. وكنيته: أبو محمد، تكنى بذلك؛ لأن ولده الأكبر كان يسمى محمداً.

## شهرته
يعرف بابن إمام الكاملية، لأن أباه كان يلي المدرسة الكاملية شيخاً وإماماً ومدرساً لها، وصار ابنه بعده شيخاً لها فعرف بذلك، فهو إمام ابن إمام.

## مولده
ولد بالقاهرة في صبيحة يوم الخميس ثامن عشر من شوال سنة 808هـ = 1406م.

## طلبه للعلم
بدأ حياته العلمية ونشأ فيها على الطريقة الفقهية الشافعية التي جمعت عناصر الثقافة الإسلامية من الأصلين، وضمت علوم العربية والأدب إلى علوم الشريعة والحكمة. فحفظ القرآن الكريم وقرأه على الفرس خليل الحسيني، وجود بعضه على الزراتيني، وحفظ بعض التنبيه في الفقه، وجميع الوردية في النحو، والملحة في الأدب. وأخذ الفقه من الشمس البوصيري، والشمس البرماوي، ووصفه في حال صغره بالذكاء، وصحة الفهم، والأسئلة الدالة على الاستعداد، وناصر الدين البارنباري، والشرف السبكي، وهو أكثرهم عنه أخذا. وحضر دروس الولي العراقي، وتأثر به وبتصنيفاته، وبلغ من شدة اعتنائه بها أن حفظها، وانتصر بها على غيره.

## رحلاته
رحل عدة رحلات للأخذ عن العلماء الأفاضل في عصره واستجازهم، لأنه علم أن غرض الرحلة التعلم أو التعليم، أو تأدية المناسك، أو مما يمكن أن يتأدى مع هذين الغرضين. ورحلات كانت متعددة، في الصغر والكبر على السواء. قال السخاوي: وقد حج وجاور غير مرة، وكذا زار بيت المقدس والخليل كثيرا، وسافر لزيارة الصالحين بالغربية ونحوها في حال صغره مع والده ثم في أواخر عمره. 
وزار المدينة المنورة، وصنف في الحديث المسلسل بها مجلدًا سماه «بسط الكف» قرئ عليه منه السيرة النبوية بالروضة الشريفة؛ إذ توجه من مكة للزيارة في وسط سنة 869هـ. ومن هنا يتضح لنا أن رحلات ابن إمام الكاملية كانت متعددة، وكان الغالب عليها التعلم، والسماع وإدراك الأسانيد العالية.
ورحلاته على قسمين:
1. قسم أريد به التبرك بحضور مجالس العلم، ومجالسة العلماء والمتعلمين، والاستجازة من الشيوخ، ومعظم هذا القسم كان بصحبة والده في حال صغره.
2. وقسم آخر أريد به العبادة وأداء المناسك والتعليم، وذلك في أواخر عمره، حتى أنه خطب قديمًا للتدريس بالمدرسة الصلاحية في بيت المقدس فما أجاب.

## شيوخه
تلقى على خيرة علماء عصره ونهل منهم واغترف من علمهم، ومن أشهرهم:
- والده: هو الإمام شمس الدين محمد بن التاج عبد الرحمن بن النور علي، لبس الخرقة من الشيخ الإمام شمس الدين بن الجزري سنة 829هـ، ووالده كان إماماً للمدرسة الكاملية، هو وأبوه وجده.
- شمس الدين البرماوي: هو الإمام شمس الدين محمد بن عبد الدايم بن عيسى بن فارس البرماوي، الشافعي، ولد في نصف ذي القعدة سنة 763هـ، وكان اسم والده فارسًا، فغيره البرماوي، وتفقه وهو شاب، وسمع من إبراهيم بن إسحاق الآمدي، وعبد الرحمن بن القارئ، وغيرهما.
- ولي الدين العراقي: هو الحافظ ولي الدين أبو زرعة أحمد بن الحافظ، شيخ الإسلام، عبد الرحيم بن الحسين بن عبد الرحمن العراقي، الإمام والحافظ ابن الحافظ، وشيخ الإسلام ابن شيخ الإسلام، الشافعي، ولد في ذي الحجة سنة 762هـ. قال السخاوي في الضوء اللامع: وحضر - ابن إمام الكاملية - دروس الولي العراقي، وأخذ منه الفقه والتفسير والحديث، وسمع عليه.
- ابن حجر العسقلاني: هو الحافظ أحمد بن علي بن محمد بن محمد بن علي بن أحمد، شيخ الإسلام، قاضي القضاة، أبو الفضل المصري، ثم القاهري الشافعي، ولد سنة 773هـ، وأتم حفظ القرآن هو ابن تسع سنين، وحفظ العمدة والحاوي الصغير، ومختصر ابن الحاجب الأصلي، وتفقه بالأبناسي، وأكثر من ملازمته، ولازم السراج البلقيني من شرحه على المنهاج، ولازم العز بن جماعة إلى أن مات، واختص بالزين العراقي عشرة أعوام، وتخرج به وانتفع بملازمته، وشهد له الزين العراقي بأنه أعلم أصحابه في الحديث، وزادت تصانيفه على مائة وخمسين تصنيفاً، ومعظمها في الحديث، وبعضها في الفقه وأصوله، وأصول الدين، ومن أشهرها فتح الباري شرح صحيح البخاري، وتهذيب التهذيب، ولسان الميزان، وغيرها. واشتغل بالقضاء الأكبر بعد علم الدين البلقيني، وتوفي سنة 852هـ. قال السخاوي في الضوء اللامع: وحضر - ابن إمام الكاملية - عند شيخ الإسلام ابن حجر في الفقه والتفسير والحديث، وسمع عليه.
- شرف الدين السبكي: هو شرف الدين موسى بن أحمد بن موسى بن عبد الله بن سليمان السبكي، ولد سنة 762هـ تقريباً في سبك العبيد، وكان متصدياً لشغل الطلبة بالفقه جميع نهاره، وأقام على ذلك عشرين سنة، ولم يخلف بعده نظيره في ذلك، توفي سنة 840هـ. قال السخاوي: وأخذ - ابن إمام الكاملية - الفقه عن الشرف السبكي وغيره، وهو أكثرهم عنه أخذاً، وكذلك أخذ عنه النحو، والفرائض، والحساب.
- نجم الدين ابن فهد المكي: هو نجم الدين عمر بن محمد بن محمد بن محمد بن محمد الهاشمس المكي الشافعي، المعروف بابن فهد، توفي في رمضان 885هـ. قال السخاوي: وأخذ ابن إمام الكاملية عن ابن فهد بمكة.
- التقي القلقشندي المقدسي: هو أبو بكر محمد بن إسماعيل بن علي القلقشندي المقدسي الشافعي كان إماماً عالماً عاملاً محدثًا فقيهاً، توفي ببيت المقدس في جمادى الآخرة سنة 867هـ. قال السخاوي: وأخذ – ابن إمام الكاملية – عن التقي القلقشندي وغيره ببيت المقدس.

## أقرانه
أشهر أقران ابن إمام الكاملية:
- شمس الدين الغمري: هو أبو عبد الله محمد بن عمر بن أحمد الواسطي الأصل، ثم الغمري، ثم المحلي الشافعي المعروف بالغمري، فقيه صوفي، ولد سنة 786هـ بمنية غمر، ونشأ بها وحفظ القرآن الكريم والتنبيه، ثم قدم القاهرة، فأقام بالجامع الأزهر للاشتغال مدة، وأخذ الفقه عن شيوخ الجامع، وعن المارديني في الميقات، وتدرب بغيره في الشهادة، وتكسب بها قليلاً وببلده وبلبيس بالعطر، وهي حرفة أبيه، ثم تعبّد وأذن له في التربية والإرشاد، وقطن المحلة الكبرى، ووسع المدرسة الشمسية وأحكم بناءها، ثم عَمّر جامعاً بخط سوق أمير الجيوش بالقاهرة، كانت الخطة مفتقرة إليه جداً، وحدثت له أحوال، وقصد للزيارة والتبرك، وله مصنفات منها: كتاب النصرة في أحكام الفطرة، ومحاسن الخصال في بيان وجوه الحلال، وغيرها كثير، ومات سنة 849هـ، ودفن بجامعه بالمحلة الكبرى. قال السخاوي في الضوء اللامع: وقد صحب ابن الإمام السادات منهم الغمري، وعظم اختصاصه به وانتفع بهم.
- جلال الدين المحلي: هو الإمام العلامة جلال الدين محمد بن أحمد بن محمد بن إبراهيم المحلي الشافعي، تفتازاني العرب. قال السيوطي: ولد بمصر سنة 791هـ، واشتغل وبرع في الفنون، فقهاً وكلاماً وأصولاً ونحواً ومنطقاً، وأخذ عن البدر الأقصرائي، والولي العراقي، والشمس البساطي، وابن حجر، وكان علامة آية في الذكاء والفهم، قيل: إن ذهنه يثقب الماس، وكان يقول عن نفسه: إن فهمي لا يقبل الخطأ، وكان الحكام يأتون إليه فلا يلتفت إليهم، ولا يأذن لهم بالدخول، وألف كتباً عظيمة منها: شرح جمع الجوامع في الأصول، وشرح المنهاج في الفقه، وشرح البردة، وغيرها في المنطق والتفسير. وولي تدريس الفقه بالمؤيدية والبرقوقية، ومات سنة 864هـ.
- أمين الدين الأقصرائي: هو يحيى بن محمد أمين الدين الأقصرائي. قال السيوطي في حسن المحاضرة: هو شيخ الحنفية في زمانه، أي: بالقاهرة، ولد سنة نيف وتسعين وسبعمائة، وانتهت إليه رئاسة الحنفية في زمانه، ومات راجعًا من الحج في أواخر ذي الحجة 879هـ. قال السخاوي: عرض على ابن إمام الكاملية قضاء الشافعية بمصر فصمم على الامتناع مع طلوع الأقصرائي به إلى الظاهر خشقدم ومشافهته له فيه.

ويشترك الثلاثة في الأخذ عن الولي العراقي، وابن حجر العسقلاني، وشمس الدين البرماوي.

## اشتغاله بالتدريس
لم يلبث ابن إمام الكاملية أن برع في الفقه وأصوله، والعربية والمعاني، والتفسير والحديث، والسيرة، وشارك في غيرها من الفضائل، وأذن له غير واحد من شيوخه بالإفتاء والتدريس. قال السخاوي: وأقرأ الطلبة في حياة كثير من شيوخه، أو أكثرهم وما تخلف الأماثل عن الأخذ عنه. واستمر يترقى لمزيد ذكائه حتى ساد وظهرت نجابته ونباهته. وقد ساعد على ذلك أنه اشتهر فضله، ورجح عقله، وصحب السادات من علماء عصره، وظهرت عليه بركاتهم، وزاد في الانقياد معهم، والتأدب بحضرتهم بحيث كان أمره في ذلك يجل عن الوصف. قال السخاوي: ودرس للمحدثين بالقطبية التي برأس باب زويلة وبعد موت الجلال بن الملقن بالكاملية.
وفي الفقه بالإيوان المجاور لقبة الشافعي حيث استقر فيه. وفي النظر على أوقافه، بعد زين العابدين بن المناوي وتزايد سروره بذلك جداً، وفي أيام نظارة الأمين الأقصرائي جدد السلطان عمارته. وخطب قديماً للمدرسة الصلاحية ببيت المقدس فما أجاب. وسافر في أواخر عمره إلى الحج وزيارة بيت المقدس، وعندما كان متوجها إلى المدينة المنورة للزيارة، قرئ عليه كتابه (بسط الكف) حتى قيل له من أحد علماء الحنفية، وكان في القافلة معه: يا فلان أنا درّست سنة مولدك، وذلك في وسط عام 869هـ.

## تلاميذه
من أشهر تلاميذه:
- شمس الدين السخاوي: هو الحافظ شمس الدين أبو الخير محمد بن عبد الرحمن بن محمد بن أبي بكر بن عثمان بن محمد السخاوي الأصل، القاهري المولد، الشافعي المذهب، نزيل الحرمين الشريفين، ولد سنة 831هـ وحفظ القرآن الكريم وهو صغير، وصلى به في رمضان، وحفظ عمدة الأحكام، والتنبيه، والمنهاج، وألفية ابن مالك، وألفية العراقي، وغالب الشاطبية، والنخبة لابن حجر، وغير ذلك.
وكلما حفظ كتاباً عرضه على مشايخه، وبرع في الفقه والعربية والقراءات، والحديث والتاريخ، وشارك في الفرائض والحساب، والتفسير وأصول الفقه، والميقات، وأما مسموعاته ومقروآته فكثيرة جداً لا تكاد تنحصر، وأخذ عن جماعة يزيدون على أربعمائة نفس، وأذن له غير واحد بالإفتاء والتدريس والإملاء ولازم ابن حجر أشد الملازمة، وأخذ عنه أكثر تصانيفه، ثم أخذ عن ابن إمام الكاملية واستجازه في بعض كتبه، ورحل إلى الآفاق والبلاد، ودخل حلب ودمشق وبيت المقدس، ورجع إلى القاهرة، ولازم الاشتغال والتأليف، ولم يفتر أبداً، وجاور بعد أن حج أكثر من مرة.
وألف كتباً إليها النهاية لمزيد علوه وفصاحته، منها: الجواهر والدرر في ترجمة شيخ الإسلام ابن حجر، وفتح المغيث بشرح ألفية الحديث، والضوء اللامع لأهل القرن التاسع، والمقاصد الحسنة، والقول البديع في الصلاة على الحبيب الشفيع، والإعلان بالتوبيخ لمن ذم التاريخ، وغيرها كثير، وتوفي بالمدينة المنورة، ودفن بالبقيع سنة 902هـ.
- شمس الدين أبو الجود: هو الإمام أبو الجود محمد بن شيخ الإسلام، برهان الدين إبراهيم بن عبد الرحيم الأنصاري الخليلي الشافعي، ولد بمدينة الخليل ﷺ سنة 845هـ، وحفظ القرآن، والتنبيه، والمنهاج، وألفية ابن مالك، والجزرية، وبعض الشاطبية، واشتغل على والده، ثم أخذ العلم عن جماعة من علماء مصر أجلهم الشرف المناوي، والكمال بن إمام الكاملية الشافعيان، وأخذ العلوم عن التقي الشمني الحنفي، وتميز وأجيز بالإفتاء والتدريس، وله تصانيف منها: شرح الأجرومية، وشرح الجزرية، وشرح مقدمة الهداية في علم الرواية لابن الجزري، ومعونة الطالبين في معرفة إصلاح المعربين، وقطعة من شرح تنقيح اللباب للولي العراقي، وله كتاب في الأصول مختصر وغير ذلك، توفي سنة 902هـ.

## مؤلفاته

كتاب شرح الورقات لإمام الحرمين في أصول الفقه.

كتاب بغية الراوي في ترجمة الإمام النواوي وهو: الإمام "محيي الدين النووي" شارح "صحيح مسلم"، وصاحب "رياض الصالحين"، و"الأربعون النووية". أسهم بطبعه بعض أهل الخير من الحرمين الشريفين ومحبيهم.

وتصانيف ابن إمام الكاملية ليست مقتصرة على فن خاص، بل هي شاملة للأصول والفروع، وشرح الأحاديث والسيرة، والتفسير واللغة والتراجم، وغيرها كثير. وقد بلغت مصنفاته أربعة وعشرين مصنفاً مرتبة على النحو التالي:
1. علم أصول الفقه: له فيه أربعة مصنفات.
2. علم الفقه: له فيه ستة مصنفات.
3. علم التفسير: له فيه ثلاث مصنفات.
4. علم الحديث: له فيه أربعة مصنفات.
5. علم التراجم والتاريخ: له فيه أربعة مصنفات.
6. علم اللغة: له فيه مصنف واحد.
7. السيرة النبوية: له فيها مصنف واحد.
8. كتب أخرى: له مصنف واحد فيها.

### علم أصول الفقه
- تيسير الوصول إلى منهاج الأصول من المنقول والمعقول: هذا الكتاب –كما هو ظاهر من عنوانه– وضعه ابن إمام الكاملية شرحاً لكتاب منهاج الوصول إلى علم الأصول للإمام البيضاوي. وكل من كتب عن هذا الكتاب من المؤرخين أفادوا جميعاً بأنه شرح مطول على المنهاج للبيضاوي.
- مختصر تيسير الوصول إلى منهاج الأصول من المنقول والمعقول: قال الشوكاني، وحاجي خليفة، والسخاوي: (وهذا المختصر هو الذي تداوله الناس، وقرظ له شيوخه).
- شرح مختصر ابن الحاجب الأصلي: وكتاب ابن الحاجب المسمى (مختصر المنتهى الأصولي) من الكتب الأصولية التي اعتنى بشرحها أجلاء من علماء الأصول، وابن إمام الكاملية من الذين عنوا بشرحه لكنه لم يتمه، ووصل فيه إلى كتاب الإجماع.
- شرح الورقات لإمام الحرمين: يطلق على الورقات لإمام الحرمين الجويني اسم كتاب بطريق المجاز؛ لأنه في مجمله لا يتعدى بضع ورقات من الحجم المتوسط، واعتنى به علماء الأصول تحقيقاً ودراسة وشرحاً، ومنهم ابن إمام الكاملية، فشرحه ممزوجاً بالقول، وأكثر من النقل عنه صاحب كتاب لطائف الإشارات في شرح الورقات.

### علم الفقه
- شرح خطبة المنهاج: كتاب منهاج الطالبين في مختصر المحرر في فروع الشافعية للنووي. وهو كتاب مشهور مطبوع، ومتداول، اختصر فيه الإمام النووي كتاب المحرر للإمام الرافعي في نحو نصف حجمه. وهذا الكتاب لا يستغني عنه طالب علم، في فروع الفقه الشافعي خاصة. وقد تناوله كثير من العلماء بالشرح والتعليق، واستخراج النكت عليه، كما فعل الولي العراقي في كتابه المسمى (تحرير الفتاوى على التنبيه والمنهاج والحاوي). ولكن ابن إمام الكاملية اقتصر على شرح خطبة كتاب منهاج الطالبين في مختصر المحرر في فروع الشافعية للإمام النووي فقط، وهو من الكتب المفقودة.
- شرح التنبيه: كتاب التنبيه في فروع الشافعية لأبي إسحاق الشيرازي هو أحد الكتب الخمسة المشهورة المتداولة بين الشافعية، وأكثرها تداولاً، كما صرح النووي في تهذيب الأسماء واللغات. وكتاب التنبيه اعتنى به الفقهاء الشافعية أعظم عناية، وشرحه غير واحد، وكان منهم ابن إمام الكاملية، ولكنه لم يتمه، وهو من الكتب المفقودة.
- النكت على المنهاج للولي العراقي: كتاب جمع فيه نكتاً على منهاج الطالبين في مختصر المحرر في فروع الشافعية للنووي، وعلى كتاب التنبيه في فروع الشافعية للشيرازي، وعلى كتاب الحاوي وسَمَّى هذا الكتاب (تحرير الفتاوى على التنبيه والمنهاج والحاوي). فأخذ ابن إمام الكاملية كتاب شيخه، وأفرد عليه نكتاً، وأصلحه وهذبه. قال السخاوي: وأفرد على المنهاج من نكت العراقي وغيرها. وهو من الكتب المفقودة.
- مختصر شرح البرماوي للعمدة للشاشي: كتاب العمدة في فروع الفقه الشافعي لفخر الإسلام أبو بكر الشاشي، اعتنى بشرحه جماعة منهم شمس الدين البرماوي. وجاء ابن إمام الكاملية واختصر هذا الشرح، ووصفه السخاوي: بأنه مختصر لطيف في الفقه. وهو من الكتب المفقودة.

### علم التفسير
- شرح أنوار التنزيل وأسرار التأويل المعروف بتفسير البيضاوي: ألفه في الحقبة الأخيرة من حياته بعد أن انتقل إلى تبريز، وانصرف من منصب قاضي القضاة في شيراز، وكتبه بإشارة من بعض شيوخه. وقد طبع عدة طبعات مفرداً، ومع تفسير الجلالين، ومع بعض حواشيه. وقد شرحه ابن إمام الكاملية شرحاً مطولاً، وبسط القول فيه وزاد. وهو من الكتب المفقودة.
- مختصر أنوار التنزيل وأسرار التأويل: يبدو أن ابن إمام الكاملية بعد أن أتم شرحه المطول على تفسير البيضاوي لم يجد قبولاً لدى الطلبة لبسط القول فيه، فقام باختصار أنوار التنزيل وأسرار التأويل المسمى بتفسير البيضاوي.
- تفسير سورة الصف: أفرد ابن إمام الكاملية تصنيفاً خاصاً لسورة الصف وحدها، دون غيرها من السور. عدَّه السخاوي من مصنفاته في الضوء اللامع.

### علم الحديث
- شرح الأربعين النووية: وهي أربعون حديثاً صحيحة محذوفة الأسانيد جمعها الإمام النووي، مشتملة على أصول الدين وفروعه، والجهاد والزهد، وغيرها. وكل حديث منها قاعدة عظيمة من قواعد الدين. ولما كانت هذه الأحاديث من الأهمية بمكان لما اشتملت عليه من التنبيه على الطاعات، فقد شرحها جامعها شرحاً موجزاً، ثم تتابع العلماء على شرحها وتبيين طرقها، وطار ذكرها في الآفاق. وابن إمام الكاملية أحد هؤلاء الشارحين لها، لكن شرحه مفقود.
- مختصر التنقيح شرح الجامع الصحيح: كتاب الجامع الصحيح المسمى (صحيح البخاري) من أصح كتب الحديث عند أهل السنة والجماعة، اعتنى بشرحه كثير من المحدثين، الذين كانت لهم اليد الطولى في العناية بالحديث النبوي، ومن هؤلاء: الحافظ برهان الدين الحلبي، المعروف بسبط بن العجمي شرحه في كتاب سمّاه: (التنقيح شرح الجامع الصحيح) واختصره ابن إمام الكاملية.
- بسط الكف في الحديث المسلسل: الأحاديث المسلسلة هي التي تتابع رجال إسنادها على صفة أو حالة. وابن إمام الكاملية كتب في الحديث المسلسل مجلداً، كما ذكر الحافظ الشخاوي سمّاه (بسط الكف) وقرئ عليه بالروضة النبوية الشريفة.
- زيادات على تخريج ابن حجر لأحاديث مختصر ابن الحاجب: اعتنى العلماء -كل على حسب فنه- بكتاب مختصر ابن الحاجب الأصولي؛ فمنهم من شرحه وأجاد فيه، كالمحقق عضد الملة والدين. ومنهم من خرَّج أحاديثه وبيّن طرقها، كالحافظ ابن كثير في كتابه تحفة الطالب، وخرج أحاديثه أيضاً الحافظ ابن حجر صاحب فتح الباري، وجاء ابن إمام الكاملية واستدرك على شيخه زيادات أضافها إليه في مصنف خاص.

### علم التراجموالتاريخ
- طبقات الأشاعرة: الأشاعرة هم طائفة من أهل السنة نسبوا إلى الإمام أبي الحسن الأشعري، وأوّل من كتب في طبقاتهم الحافظ ابن عساكر في كتابه (تبيين كذب المفتري فيما نسب إلى الإمام أبي الحسن الأشعري). قال السخاوي: فأخذه الكمال إمام الكاملية، وضم إليه زيادات.
- بغية الراوي في ترجمة الإمام النواوي: اعتنى ابن إمام الكاملية بتراجم مستقلة للأعلام الذين سبقوه، فأفرد ترجمة مستقلة لمحيي الدين النووي، كما اعتنى بمنهاجه وأربعينه.
- صنف تراجم مستقلة أفردها بالذكر لكل من: الصحابي عبد الله بن عباس، والإمام محمد بن إسماعيل البخاري، والإمام مسلم بن الحجاج، والشيخ الشيرازي، والشيخ عبد الغفار القزويني صاحب الحاوي، والمحقق العضد، والقاضي عياض، وغيرهم.
- رسالة في الخضر عليه السلام وحياته.

### علماللغة العربية
- شرح الوردية النحوية: منظومة الوردية النحوية نظمها: زين الدين عمر بن الوردي في قواعد النحو في حوالي ألف وخمسمائة بيت. شرحها ابن إمام الكاملية، ولم يتمها، ووصل فيها إلى الترخيم. وقد نسبه ابن إمام الكاملية إلى نفسه في مختصر تيسير الوصول عند الكلام على النص القاطع الذي هو أحد الطرق الدالة على العلية في كتاب القياس فقال: واقتصر سيبويه على أن الباء للإلصاق، ولها معان أُخَر ذكرت بعضها في شرح الوردية. وهو من الشروح المفقودة.

### السيرة النبوية
- كتاب الخصائص النبوية: صنف ابن إمام الكاملية كتاباً في الخصائص النبوية الشريفة -على طريقة القاضي عياض في كتابه (الشفا بتعريف حقوق المصطفى)- تناول فيه بعض أحوال الرسول محمد ﷺ وسيرته من المولد حتى الممات.

### كتب أخرى
- كتاب التحذير من ابن عربي: الملقب بمحيي الدين المتوفى سنة 638هـ، ذلك الرجل الذي أثير حوله الجدل بين مؤيد له ومعارض، حتى أن بعض معارضيه اتهموه بالكفر والخروج من الملة، بسبب ما نسب إليه من كلامه في وحدة الوجود، وقوله بالتناسخ والحلول. وقد وقف ابن إمام الكاملية موقف المحذّر فقام بتأليف هذا الكتاب. وبسببه عُودِيَ من أنصار ابن عربي، وصرحوا بفرحهم عند موته. قال السخاوي: وعظم الأسف على فقد ابن إمام الكاملية، إلا طائفة قليلة من معتقدي ابن عربي، فإنه ممن كان يصرح بالإنكار عليه، حتى رجع إليه جماعة من معتقديه لحسن مقصده، ورفقه التام في التحذير منه، ولم يكن يسمح بالتصريح في ابن الفارض نفسه مع موافقته لي على إنكار كثير من تائيته. وهو من الكتب المفقودة.

## عرض منصب القضاء عليه
للقضاء أهمية عظيمة في نظام الدولة، لذا نال الأهمية الكبرى، فكان المماليك يختارون له من أئمة الرجال المعروفين بعلمهم الواسع في الشرح، حيث كان معظمهم ممن عرفوا بالاشتغال بالعلم والتدريس، وربما وقع الاختيار على بعض رجال الصوفية، وكان لهم الاحترام الكامل. وقد تمتع القضاة بمنزلة رفعية تتناسب مع أهمية القضاء، وقد روعيت في اختيارهم شروط معينة، كالبلوغ، والعقل، والحرية، والذكورة، والإسلام، والعدالة، والسمع، والبصر، والعلم، فإذا عيّن السلطان أحدهم في منصبه خلع عليه خلعة ثم ينزل القاضي من القلعة في موكب حافل، وبرفقته أمراء الدولة، وسائر القضاة ونوابهم ويسير الموكب من القلعة إلى بيت القاضي وسط الشموع والقناديل وغيرها من مظاهر التكريم.
وقد امتازت هذه الفترة بتعدد القضاة، فمنذ سلطنة الظاهر بيبرس حتى سقوط دولة المماليك، كان يعين أربعة قضاة كل واحد منهم مستقل عن الآخر ويسمّون: الحكام الأربعة. أما منصب قاضي القضاة فهو المنصب الهام الذي يلي الخلافة، ويختار عالم شافعياً على الأغلب. وقد احتفظ كل قاض بعدة مساعدين يساعدونه في القيام بأعباء وظيفته، وقد روعي عند اختيار هؤلاء المساعدين توافر صفات الصلاح، والعلم، والأمانة فيهم.
وقد كان ترتيب القضاة في هذه الفترة التي امتازت بتعدد المحاكم كالآتي: القاضي الشافعي، ثم القاضي الحنفي، ثم القاضي المالكي، ثم القاضي الحنبلي، وقد اختص القاضي الشافعي من بينهم ببعض الميزات. وبالرغم مما حظي به القضاء من تكريم واحترام، فقد تسرب إليه الفساد مع الزمن. فقد ذكر كثيراً من القضاة قد تعرضوا لضعط السلاطين والتدخل في شئونهم بالوساطة وغيرها، مما حدا ببعض القضاة أن يعزلوا أنفسهم، كما ذكر أن بعضاً من القضاة، وصفوا بارتكاب جرائم خلقية وقبول الرشوة. وربما يحصل النزاع لرغبة القضاة في تطبيق الشرع على المماليك أنفسهم، مما جعل الصراع يدور أحياناً بين السلطة المدنية، والسلطة الدينية. 
قال تاج الدين السبكي: من قبائح كثير من الأمراء أنهم لا يوقرون أهل العلم، ولا يعرفون لهم حقوقهم، وينكرون عليهم ما يرتكبون أضعافه. وهذا ما دفع بعض الصالحين من الفقهاء إلى التهرب من منصب القضاء إذا عرض عليهم، بل والاختفاء أحياناً. وهذا ما فعله ابن إمام الكاملية عندما عرض عليه منصب قضاء الشافعية، فصمم على الامتناع، مع طلوع الأقصرائي به إلى الظاهر خشقدم ومشافهته له. كما ذكر السخاوي في الضوء اللامع.

## وفاته
لم يزل يقوم بالتدريس في المدرسة الكاملية، وبالتصنيف لطلبته الذين تلقوا تصانيفه بالقبول، وانكبوا عليها قراءة ودراسة، ولم يزل يصرف ما يأتيه من أموال لكثير من الفقراء والطلبة، فتزايد الأمر في ذلك خصوصاً في أواخر أمره، بحيث صار جماعة من المجاذيب المعتقدين والأيتام والأرامل ونحوهم يقصدونه للأخذ، حتى كان لكثرة ترادفهم عليه قد رغب في الانعزال بأعلى بيته، وصار حينئذٍ يستعمل الأوراد وما أشبه ذلك، وحسُن حاله جداً، وبالجملة فكان جمالاً للفقهاء والفقراء، ولا زالت وجاهته في تزايد، إلى أن تحرك للسفر إلى الحجاز مع ضعف بدنه، وسافر وهو في عداد الأموات، فأدركه الأجل، وهو سائر في يوم الجمعة 15 شوال سنة 874هـ. وصُلي عليه عند رأس ثغرة حامد (وهي قرية شرق الريدانية من الناحية الشرقية اندثرت) في جمع صالحين من رفقائه وغيرهم ودفن هناك.
قال الحافظ السخاوي: وبلغني أنه كان يلوح بموته في هذه السفرة، ولذا ما نهض أحد إلى إثنائه عزمه عن السفر مع تزايد ضعفه، وعظم الأسف على فقده إلا طائفة قليلة من معتقدي ابن عربي، فإنه ممن كان يصرح بالإنكار عليه حتى رجع إليه جماعة كثيرون من معتقديه لحسن مقصده.